# 武定府 (云南)
武定府，明朝时在今云南省设置的府。
元朝至元十一年（1274年）设置武定路。明朝洪武十五年（1382年）三月改为武定军民府。东南距云南布政使司一百五十里。武定军民府治所在和曲州南甸县（今云南省武定县）。正德二年（1507年）撤南甸县。隆庆三年（1569年）闰六月徙治狮子山。万历三十五年（1607年）改为武定府。武定府领二州和曲州、禄劝州、一县元谋县。辖境相当今云南省武定县、禄劝彝族苗族自治县、元谋县等地。清朝乾隆三十五年（1770年）降为武定直隶州，裁府治和曲州，降禄劝州为禄劝县。民国二年（1913年）废武定直隶州为武定县。

## 延伸阅读
[在维基数据编辑]
 《欽定古今圖書集成·方輿彙編·職方典·武定府部》，出自陈梦雷《古今圖書集成》